# Ilha de Elba
Elba (em latim Ilva e em italiano Isola d'Elba) é uma ilha na Toscana, Itália, que dista 20 km da costa da península itálica. É a maior ilha do Arquipélago Toscano e a terceira maior ilha italiana. Conta com cerca de 30 000 habitantes, número que aumenta no verão, devido ao turismo.
A ilha abrigou Napoleão Bonaparte em seu exílio em 1814, após a fracassada invasão da Rússia, mas a história de Elba remonta ao período pré-romano, quando foi colonizada por lígures e, em seguida, por etruscos.
A ilha possui um pequeno aeroporto em Marina, mas a maioria dos turistas chega de trem até a cidade de Piombino, na estação Piombino Marittima, onde pega um traghetto (navio) até um dos três principais portos, localizados em Portoferraio, Rio Marina e Porto Azzurro.
Elba ocupa ainda o 5º lugar entre as ilhas italianas, na edição 2013 do afamado traveller’s choice.
A ilha é dividida em oito comunes italianos: a capital Portoferraio, Campo nell'Elba, Capoliveri, Marciana, Marciana Marina, Porto Azzurro, Rio Marina e Rio nell'Elba.